# Каша Ковалска
Ка̀ша Кова̀лска (на полски: Kasia Kowalska), с рождено име Катажѝна Кова̀лска (на полски: Katarzyna Kowalska) (13 юни 1973 г., Сулеювек), е полска рок певица, композиторка, текстописка и продуцентка. Членка на Съюза на аудио- и видеопроизводителите (ZPAV – Związek Producentów Audio-Video).
Два от албумите ѝ се нареждат сред най-продаваните в Полша, като за продажбите им е удостоена с два двойни платинени диска, четири платинени и четири златни. Общият им брой възлиза на над 1,34 милиона копия, с което е един от най-продаваните полски артисти.
Представя Полша на 41-вото издание на Песенния конкурс на „Евровизия“ през 1996 г. с песента Chcę znać swój grzech… („Искам да знам своя грях…“), с която се класира на 15 място. Носителка е на Европейската награда на Ем Ти Ви за най-добър полски изпълнител, както и на музикалната награда „Фредерик“ в категорията за дебют за 1994 г., както и множество номинации за награди в различни категории: шест пъти за „вокалистка на годината“ и два пъти за „автор на годината“. Сред наградите си има пет „Суперйединек“, „Еска“, „Кехлибарен славей“ и „Славей на публиката на Сопотския фестивал“.

## Биография
Катажина Ковалска е родена и израства в град Сулеювек недалеч от Варшава заедно с родителите си и двамата си големи братя. От ранно детство проявява музикалната си дарба, с времето започва да пее в църковен хор, участва и в конкурс за скаутска песен, на който получава първа награда.
Докато е в гимназията, без знанието на родителите си заминава за рок фестивала в Ярочин, където работи в месарница, както и като сервитьорка. След завършването си иска да следва полска филология, но не е приета, след което се отдава изцяло на музиката въпреки неодобрението на родителите си.

## Кариера

### 1990-те години
Каша Ковалска започва кариерата си с участието си в група „Евъргрийн“, основана от Роберт Амирян. В следващи години работи заедно с групите „Хюмън“, „Фатум“, „Перши“, „Хетман“ и „Токинг Пикчърс“, с последната от които през 1992 г. записва едноименния албум.
По време на концерт във варшавския студентски клуб „Стодола“ през 1993 г. е забелязана от музикалната продуцентка Катажина Канцлеж на независимата компания „Изабелин Студио“. На 12 септември 1994 г. издава дебютния си студиен албум, озаглавен Gemini („Близнаци“), след което тръгва на съвместно турне с Едита Бартошевич. Сингли от него стават Wyznanie („Признание“), Jak rzecz („Като вещ“), Oto ja („Ето ме“) и Kto może to dać („Кой може да го даде“), а самият албум е удостоен с двоен платинен диск. Същата година участва като подгряващ изпълнител на Боб Дилън по време на двата му концерта в Полша.
През 1995 г. участва на музикалния фестивал в Сопот, на който представя песента A to, co mam… („А това, което имам…“), която бързо става хит в страната. За изпълнението си, по време на което изпява също и Jak rzecz, получава голямата награда, както и наградата на публиката. Сингълът ѝ носи музикалната награда „Фредерик“ в категорията „песен на годината“. На 20 ноември същата година издава първия си концертен албум, озаглавен Koncert inaczej („Концерт по различен начин“).
През 1996 г. приема поканата на Полската телевизия да представи Полша на 41-вото издание на Песенния конкурс на „Евровизия“ в Осло, Норвегия. На 18 май изпълнява песента си Chcę znać swój grzech… („Искам да знам своя грях…“), с която се класира на 15 място. Същата година записва песен за саундтрака към анимационния филм „Гърбушкото от Нотър Дам“ на „Дисни“. На 30 септември издава третия си студиен албум, носещ заглавието Czekając na… („Очаквайки…“), чийто продуцент е по-късният ѝ партньор, Костек Йориадис. Певицата промотира албума си със синглите Coś optymistycznego („Нещо оптимистично“) и Tak mi ciebie brak („Така ми липсваш“), както и с турне, спонсорирано от компанията Casio. Албумът е удостоен с платинен диск още преди официалната си премиера.
През 1997 г. записва песента Straciłam swój rozsądek („Загубих си разсъдъка“), която става саундтрак на филма Nocne graffiti („Нощни графити“) на Мачей Дуткевич, в който играе главната женска роля. Същата година записва заедно с Костек Йориадис песента Jeśli chcesz kochanym być („Ако искаш да бъдеш обичан“).
На 8 юни 1998 г. издава четвъртия си студиен албум – Pełna obaw („Изпълнена с тревога“), който е удостоен с платинен диск. Сингли от него стават песните Co może przynieść nowy dzień („Какво може да донесе новият ден“), наградена със статуетка „Фредерик“, Wyrzuć ten gniew („Захвърли този гняв“), Pełni obaw („Изпълнени с тревога“) и Jesteś odrobiną szczęścia („Ти си малко щастие“). На 8 ноември 1999 г. албумът е преиздаден.

### 2000-те години
На 13 ноември 2000 г. е издаден петият ѝ студиен албум, озаглавен 5, предхождан от издаването на сингъла Nobody („Никой“). Месец след премиерата си албумът е удостоен със златен диск и следващите сингли от него стават Być tak blisko („Да си толкова близо“) и Będę jak („Ще бъда като“).
През 2001 г. участва на 38-ото издание на Националния фестивал на полската песен в Ополе с песента Starczy słów („Достатъчни са думи“), за която получава наградата „Суперйединка“ за най-добър рок албум. Към края на годината получава Европейската музикална награда на Ем Ти Ви за най-добър полски изпълнител.
На 14 октомври 2002 г. издава шестия си студиен албум – Antidotum („Противоотрова“), който получава златен диск. От него сингли са едноименната Antidotum и Pieprz i sól („Пипер и сол“).
През следващата година записва две песни: Widzę twoją twarz („Виждам лицето ти“, кавър на Listen to Your Heart („Слушай сърцето си“) на „Роксет“) и Mniejsze zło („По-малкото зло“ – кавър на All by Myself на Ерик Кармън, но по версията на Селин Дион). Същата година получава наградата „Еска“ в категорията за „артистка на годината“.

## Личен живот
От връзката си с музиканта Костек Йориадис има дъщеря – Александра Юлия (родена на 2 май 1997 г.), а от тази с перкусиста Марчин Улановски – син – Игнаци Улановски (роден на 24 юни 2008 г.).

## Дискография

### Студийни албуми
- 1994 – Gemini
- 1995 – Koncert inaczej
- 1996 – Czekając na…
- 1998 – Pełna obaw
- 2000 – 5
- 2002 – Antidotum
- 2004 – Samotna w wielkim mieście
- 2008 – Antepenultimate
- 2018 – AYA